# Mario Pisu
Mario Pisu, né le 21 mai 1910 à Montecchio Emilia, dans la province de Reggio d'Émilie, en Émilie-Romagne et mort le 17 juillet 1976 à Velletri, est un acteur, doubleur, réalisateur et scénariste italien pour le théâtre, le cinéma et la télévision.
Grand, de belle prestance et élégant, il n'a pourtant jamais eu les premiers rôles.

## Biographie

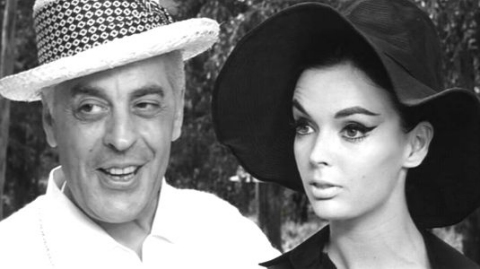
Mario Pisu et Barbara Steele dans Huit et demi.

Mario Pisu a commencé dans le théâtre et le cinéma presque en même temps.
Au théâtre, il commence à jouer aux côtés d'acteurs comme Evi Maltagliati, Andreina Pagnani, Rina Morelli, Paolo Stoppa et Gino Cervi. En 1945, Luchino Visconti fait appel à lui pour restituer, avec sa diction claire, le prologue de l'Antigone de Jean Anouilh. Visconti le sollicitera également quelques années plus tard pour la première représentation en Italie de Mort d'un commis voyageur d'Arthur Miller en 1951 et d'Oncle Vania d'Anton Tchekhov en 1955.
Au cinéma, il travaille avec des réalisateurs confirmés comme Goffredo Alessandrini, Luigi Chiarini, Carmine Gallone, Renato Castellani et Luigi Zampa. Federico Fellini lui confie deux rôles, dans 8½ (1963) et Juliette des esprits (1965) où il tient le rôle du mari jaloux, compassé et infidèle de l'actrice principale.
Il est également très actif dans le domaine du doublage, où il prête sa voix chaude et modulée à des acteurs non italiens comme Gregory Peck, John Wayne ou Robert Mitchum. Il double également des acteurs italiens comme Raf Vallone dans Anna.
Il n'est pas moins actif à la télévision, où il prend part à de nombreux scénarios et où il tient de nombreux rôles.
En 1954, il tente un passage à la réalisation avec La grande avventura (it), avec des résultats mitigés.
Marié à l'actrice Lilli Trucchi, Mario Pisu est le père de Silverio Pisu qui apparaît, enfant dans quelques films des années 1940, avant de devenir scénariste de bandes dessinées. Il est le frère de Raffaele Pisu, lui aussi acteur, qui tient des rôles comiques.

## Filmographie

### Cinéma (acteur)
- 1935 : Passaporto rosso de Guido Brignone : Gianni Casati
- 1935 : Re burlone d'Enrico Guazzoni : Captain Rodriguez
- 1936 : L'aria del continente (it) de Gennaro Righelli
- 1936 : Amazzoni bianche de Gennaro Righelli
- 1936 : Re di denari d'Enrico Guazzoni : Franco
- 1937 : L'ultima nemica d'Umberto Barbaro : Ferdinando De Medio
- 1937 : È tornato carnevale de Raffaello Matarazzo : Fausto, le peintre
- 1938 : La sposa dei Re (it) de Duilio Coletti : le comte Giovanbattista Bernadotte
- 1938 : Il suo destino d'Enrico Guazzoni : Andrea, l'ingénieur
- 1938 : Crispino e la comare (it) de Vincenzo Sorelli : le jeune peintre
- 1940 : Manovre d'amore de Gennaro Righelli : le lieutenant médecin Skafos
- 1941 : Cenerentola e il signor Bonaventura (it) de Sergio Tofano : le beau Cecè
- 1942 : Nous, les vivants (Addio Kira!) de Goffredo Alessandrini : Victor Dunaev
- 1943 : Il nostro prossimo de Gherardo Gherardi : Don Luigi
- 1944 : La locandiera de Luigi Chiarini : Fabrizio
- 1945 : Le Chant de la vie (Il canto della vita) de Carmine Gallone : Rimondino
- 1945 : Il ratto delle Sabine de Mario Bonnard : Alberto Randoni
- 1945 : Lettere al sottotenente de Goffredo Alessandrini
- 1946 : Mio figlio professore de Renato Castellani : Ettore Giraldi
- 1946 : Il marito povero de Gaetano Amata
- 1946 : Une jeune fille sage (it) (Biraghin) de Carmine Gallone
- 1950 : La Maudite (Margherita da Cortona) de Mario Bonnard
- 1950 : Il vedovo allegro de Mario Mattoli : le nouveau portier du Tabarin
- 1950 : Les Six Femmes de Barbe Bleue (Le sei mogli di Barbablù) de Carlo Ludovico Bragaglia : Sergio
- 1950 : Il diavolo in convento (it) de Nunzio Malasomma
- 1950 : Le Retour de Pancho Villa (Io sono il capataz) de Giorgio Simonelli : Hurtado
- 1951 : Il mago per forza de Vittorio Metz, Marino Girolami et Marcello Marchesi
- 1951 : Les Deux Vérités (Le due verità) d'Antonio Leonviola
- 1952 : Cinque poveri in automobile de Mario Mattoli : propriétaire de la concession
- 1952 : Les hommes ne regardent pas le ciel (Gli uomini non guardano il cielo) d'Umberto Scarpelli
- 1953 : Di qua, di là del Piave (it) de Guido Leoni
- 1953 : Dieci canzoni d'amore da salvare de Flavio Calzavara
- 1955 : Totò all'inferno de Camillo Mastrocinque : Tolomeo
- 1957 : Joe Dakota de Richard Bartlett (en)
- 1959 : Premier Amour (Primo amore) de Mario Camerini : Paolo
- 1959 : Hannibal de Carlo Ludovico Bragaglia et Edgar G. Ulmer (Annibale)
- 1960 : Les Cosaques (I cosacchi) de Giorgio Rivalta et Victor Tourjanski : Voronzov
- 1961 : Mariti a congresso de Luigi Filippo D'Amico
- 1962 : Un beau châssis (I motorizzati) de Camillo Mastrocinque : Angelo
- 1962 : Les Années rugissantes (Gli anni ruggenti) de Luigi Zampa : Peppino
- 1962 : Lo smemorato di Collegno de Sergio Corbucci : avocat Dell'Orso
- 1963 : Zorro et les Trois Mousquetaires (Zorro e i tre moschettieri) de Luigi Capuano : comte de Tequel
- 1963 : Le Sabre de la vengeance (I diavoli di Spartivento) de Leopoldo Savona
- 1963 : Les Camarades (I compagni) de Mario Monicelli : le directeur
- 1963 : Totò sexy de Mario Amendola : l'impressario
- 1963 : Huit et demi (8½) de Federico Fellini : Mario Mezzabotta
- 1964 : Soldati e caporali (it) de Mario Amendola : colonel Rigamonti
- 1965 : À l'italienne (Made in Italy) de Nanni Loy : l'avocat
- 1965 : Il mito dell'uomo d'Adimaro Sala (it)
- 1965 : I soldi de Gianni Puccini et Giorgio Cavedon
- 1965 : Le Gendarme à New York de Jean Girault : l'adjudant Renzo
- 1965 : Fantomas se déchaîne d'André Hunebelle : un danseur du bal de Fantômas
- 1965 : Juliette des esprits (Giulietta degli spiriti) de Federico Fellini : Giorgio
- 1965 : Lo scippo de Nando Cicero
- 1965 : Te lo leggo negli occhi (it) de Camillo Mastrocinque : père de Dino
- 1966 : Scusi, lei è favorevole o contrario? d'Alberto Sordi : baron Renato Santambrogio
- 1966 : Atout cœur à Tokyo pour OSS 117 de Michel Boisrond : Vargas
- 1966 : Nos maris (I nostri mariti) de Luigi Filippo D'Amico, Luigi Zampa et Dino Risi : le docteur
- 1966 : Come svaligiammo la Banca d'Italia de Lucio Fulci : Paolo
- 1966 : Moi, moi, moi et les autres (Io, io, io... e gli altri) d'Alessandro Blasetti : gagnant de la « Capranica »
- 1966 : Adulterio all'italiana de Pasquale Festa Campanile : le voisin
- 1966 : Spia spione (it) de Bruno Corbucci
- 1967 : Johnny Banco d'Yves Allégret
- 1967 : Estouffade à la Caraïbe de Jacques Besnard : Patrick O'Hara
- 1967 : La scommessa (it) de Bruno Corbucci
- 1968 : Les Amours de Lady Hamilton (Le calde notti di Lady Hamilton) de Christian-Jaque : roi Ferdinand de Naples
- 1968 : Morire gratis (it) de Sandro Franchina
- 1968 : Temptation de Lamberto Benvenuti
- 1969 : L'amore è come il sole de Carlo Lombardi (it)
- 1969 : Zingara de Mariano Laurenti : père de Marisa et Silvia
- 1971 : Siamo tutti in libertà provvisoria de Manlio Scarpelli
- 1971 : Détenu en attente de jugement (Detenuto in attesa di giudizio) de Nanni Loy : psychiatre
- 1973 : Sans sommation de Bruno Gantillon
- 1973 : Le Boss (Il boss) de Fernando Di Leo : député Gabrielli
- 1973 : Ce cochon de Paolo (Paolo il caldo) de Marco Vicario : Lorenzo Banchieri
- 1973 : Io e lui de Luciano Salce : Protti
- 1974 : Ordine firmato in bianco de Gianni Manera
- 1974 : Carnalità d'Alfredo Rizzo
- 1975 : Couples impudiques (Blue Jeans) de Mario Imperoli : Mario Mauri
- 1975 : Il giustiziere di mezzogiorno de Mario Amendola : chef de la police
- 1975 : En 2000, il conviendra de bien faire l'amour (Conviene far bene l'amore) de Pasquale Festa Campanile : ministre
- 1976 : Défense de toucher (L'infermiera) de Nello Rossati : Leonida Bottacin
- 1976 : Sorbole... che romagnola (it) d'Alfredo Rizzo : le vicaire
- 1976 : Gli amici di Nick Hezard de Fernando Di Leo : Phil

### Cinéma (réalisateur et scénariste)
- La grande avventura (it)

### Télévision (acteur)
- 1957 : Orgoglio e pregiudizio : colonel Fitzwilliam
- 1963 : Acqua e chiacchiere
- 1964 : I grandi camaleonti
- 1965 : Resurrezione
- 1967 : Breve gloria di mister Miffin
- 1967 : I promessi sposi : le podestat de Lecco
- 1968 : Il circolo Pickwick : Pickwick
- 1969 : Nero Wolfe : Otis Jarrell
- 1970 : Primo premio
- 1971 : I racconti di Padre Brown
- 1974 : Processo al generale Baratieri per la sconfitta di Adua : Humbert Ier roi d'Italie

### Crédits de traduction
- (it) Cet article est partiellement ou en totalité issu de l’article de Wikipédia en italien intitulé « Mario Pisu » (voir la liste des auteurs).